# Крижни Врх (Словенска Бистрица)
Крижни Врх (словен. Križni Vrh) је насељено место у општини Словенска Бистрица, Подравска регија, Словенија.

## Историја
До територијалне реорганизације у Словенији био је у саставу старе општине Словенска Бистрица.

## Становништво
У попису становништва из 2011. године, Крижни Врх је имао 302 становника.
| Број становника према пописима | Број становника према пописима | Број становника према пописима |
| ------------------------------ | ------------------------------ | ------------------------------ |
| 1991                           | 2002                           | 2011                           |
| 275                            | 297                            | 302                            |

Напомена: Године 1987. настала спајањем посебних делова насеља: Згорња Брежница, Жабљек, Лапорја и Разгор при Жабљеку,.